# マコンジュワ山脈
マコンジュワ山脈（マコンジュワさんみゃく）は、バーバートン・グリーンストーン・ベルトとも呼ばれ、南アフリカの一連の小さな山と丘を示す。120 x 60km2の領域をカバーし、約80％は南アフリカのムプマランガ州にあり、残りは隣接するエスワティニにある。

## 地理
この地域の標高は、平均海抜600〜1,800メートル（2,000-5,900フィート）である。湿った草が茂った高地と森林に覆われた谷があり、岩だらけの丘が多くある。この地域はバーバートンの固有種の中心地にある。平均年間降水量は600〜1,150mmで、夏は雨が多く、冬は乾燥している。

## 地質学
マコンジュワ山脈はカープバールクラトンの東端にある。この地域は花崗岩と厚い堆積物に埋もれており、変成作用と浸食作用の影響をほとんど受けていないため、36〜32.6億年前と推定されている古始生代に由来する、地球上で最も古い露出した一連の火山岩と堆積岩がよく保存されている。言い換えると、マコンジュワ山脈は古代地球の地殻の残骸に当たる。そのため、ここの岩石から当時の海洋と大気の化学組成、そして初期の地球における大陸の形成について研究することができる。また、山脈の極端な年齢と並外れた保存は、地球上で最も古い生命の原始的な単細胞生物の兆候のいくつかを生み出し、この生命が進化した先カンブリア時代の環境の敵対的な性質への洞察を提供している。これにより、この地域は「生命の起源」としても知られるようになった。
この山脈は、金鉱床とベルトを流れるコマチ川にちなんで名付けられた珍しいタイプの超苦鉄質火山岩である多くのコマチアイトでも知られている。
2014年4月、科学者たちは、この地域の近くでこれまでで最大の隕石衝突の証拠を発見したと報告した。彼らは、その影響が約32.6億年前に発生し、影響の幅が約37〜58 kmであると推定した。この出来事のすべてのクレーターはまだ発見されていない。2019年5月、33億年前の火山岩から地球外の有機物がマコンジュワ山脈で発見された。

## 歴史
スワジ人や他の牧畜民族はおそらく家畜を放牧していたが、1860年代にヨーロッパ人の入植者が到着するまではそれほど多くはなかった。1875年にカープセフープの近くで金が発見されたが、1884年にゴールドラッシュを引き起こしたのはジョージ・バーバーとそのいとこであるフレッド・バーバーとハリー・バーバーによる発見であり、その後、バーバートンの町が設立された。その後、1886年のウィットウォーターズランド・ゴールドラッシュによって影が薄くなった。
経済的に言えば、鉱業は衰退しており、現在の主な活動は木材の収穫と放牧である。商業プランテーションではマツとユーカリを育てている。
2009年に、この地域を世界遺産に分類するための書類が提出された。そして、2018年に154ヶ所の古い岩石の露頭を含む一帯は世界遺産に認定された。

## 登録基準
この世界遺産は世界遺産登録基準のうち、以下の条件を満たし、登録された（以下の基準は世界遺産センター公表の登録基準からの翻訳、引用である）。
- (8) 地球の歴史上の主要な段階を示す顕著な見本であるもの。これには生物の記録、地形の発達における重要な地学的進行過程、重要な地形的特性、自然地理的特性などが含まれる。